# Charles Stewart (Sportschütze)
Charles Edward Stewart (* 6. September 1881 in Lacock; † 1965 in Weymouth) war ein britischer Sportschütze.

## Erfolge
Charles Stewart nahm an den Olympischen Spielen 1912 in Stockholm teil. Mit der Freien Pistole über 50 m belegte er im Einzel mit 470 Punkten den dritten Platz hinter Alfred Lane und Peter Dolfen und sicherte sich auch mit Hugh Durant, Horatio Poulter und Albert Kempster in der Mannschaftskonkurrenz hinter der US-amerikanischen und der schwedischen Mannschaft die Bronzemedaille. Mit dem Armeerevolver über 30 m belegte er mit Durant, Poulter und Kempster ebenfalls den dritten Rang im Mannschaftswettbewerb, dieses Mal hinter Schweden und Russland. Mit 284 Punkten war er über 30 m der drittbeste und über 50 m mit 435 Punkten der schwächste Schütze der Mannschaft.